# E751 (trasa europejska)

Przebieg drogi (zielony i czerwony)

E751 – trasa europejska łącznikowa (kategorii B), biegnąca przez północno-wschodnią Chorwację i południowo-
wschodnią Słowenię (na półwyspie Istria). 
E751 zaczyna się w Rijece, gdzie odbija od trasy europejskiej E65. W Chorwacji biegnie szlakami dróg krajowych: 
- nr 21 przez Pulę do Buje,
- nr 200 do przejścia granicznego Sečovlje - Plovanija.

Na terenie Słowenii biegnie szlakiem drogi krajowej nr 11 do miasta Koper. 
Ogólna długość trasy E751 wynosi około 208 km, z tego 186 km w Chorwacji, 22 km w Słowenii. 